# ライアン・トビー
ライアン・トビー（Ryan Toby、1978年11月26日 - )はアメリカ合衆国ニュージャージー州ウィリングボロ出身のソウルシンガー、ソングライター、プロデューサー、俳優である。バリトンテナー 、シティハイ(Cith High)のボーカリスト。 1993年度のコメディ映画『天使にラブソングを2』で聖フランシス高校の生徒、ウェスリー・グレン・"アマール"・ジェームズ役で出演し、作中の挿入曲『Oh,Happy Day』のソロパフォーマンスで知られている。

## 概要
配偶者： クラウデット・オーティズ (2004年 - 2007年)
映画： 天使にラブ・ソングを2
参加ユニット： City High (1999年 – 2003年)
アルバム： Soul of a Songwriter、 City High
彼のマネージャー、マービン・トンプソンはRCAレコードA＆Rディレクターにライアン紹介したことから彼の音楽活動は始まる。ケニー・オルティス、最終的にディズニー＆ブエナビスタ/タッチストーンピクチャーズは彼らの今後のプロジェクト、天使にラブ・ソングを2に出演する若手俳優を探していたところ、16歳の才能ある歌手/俳優を紹介された。 

## 天使にラブ・ソングを2からその後
ローリン・ヒルをフィーチャーした「Joyful, Joyful」を愛しラップ部分の作詞、「Oh Happy Day」ではメインヴォーカルを務めた。天使にラブ・ソングを2撮影後（DJ・ジャジー・ジェフ&ザ・フレッシュ・プリンスの）ジャジージェフと連絡を取り、フィラデルフィアに招待されジェフとライアンが組んでジャズ制作会社にサインするよう頼まれた。その時にウィル・スミス(フレッシュ・プリンス）はビッグウィリースタイルという次のアルバムに取り組んでおり、スミスはライアンの仕事を知り、一緒にアルバムを作りたかったという。スミスにしては変わった楽曲となった「Miami」は2,000万枚のシングルヒット。ライアンは「Don't Say Nothing」「Miami」「I Loved Her」と「Candy」の製作に関わった。
ウィル・スミスのプロジェクトを成功させた後、Wyclef Jean's Booga Basement(インタースコープ・レコードレーベルのアーティスト)と仕事をしていた昔のマネージャー、マービン・トンプソンの元に行き、ライアンはトンプソンによってRobby Pardloと提携した。それにもかかわらず、Wyclef Jean's Booga Basementは彼らのデモ、クローデットオルティスの女性の声を聞き、Wyclef Jean's Booga Basementはオルティスがグループに参加したかったこと確認したあとライアン、ロビー＆クローデットは、City Highというグループ結成。2001年にリリースのセルフタイトルのデビューアルバムは、グラミー賞ノミネーションを獲得。 アルバムは全世界で数百万枚を売り上げ、City Highは約2年間のツアーを敢行した。
ツアーが幕を閉じた2003年に一度ニュージャージー州に戻ったライアンはスーパープロデューサー　ヴィダル・デイヴィスとアンドレ・ハリスと組み、 ドレー＆ヴィダルは当時プラスアーティストになったばかりのアッシャープロデュースしており、City Highは複数の楽曲を提供。「Follow Me」「Superstar」、「Caught Up」は2004年のチャートに入り、アッシャーのアルバム「Confessions」の中でも知名度は高い。アルバムは最初の週に1.1万枚を販売し、米国ではインスタント商業的な成功を収める。その後「Confessions」は全米レコード協会（RIAA）のダイヤモンドを認定されると、2012年の現在800万枚以上を売り上げた。

## 私生活
映画「天使にラブ・ソングを2」に出演後、ライアンはGrambling州立大学に入学。また、彼には娘がいた。City Highが活動休止後彼はメンバーのクローデットオルティスに好意を持ち、2004年に結婚したが2009年に単身ロサンゼルスに移り、ソングライター、プロデューサーとしての音楽のキャリアを積み続け、2007年に離婚。2011年、彼は音楽とアーティストの発掘、新しいサウンドを求めあらゆるジャンルのアーティストのプロデュースを行っている。
メアリー・J. ブライジ、 ブライアン・マックナイト、LL・クール・J、 ルーベン・スタッダード、ジョー、 エイメリー、 ニュー・エディション (en:New Edition）、ジニュワイン、チャーリー・ウィルソン（en:Charlie Wilson (singer)）、ll2、モニカ、タイリース・ギブソン、ケヴィン・リトル、マリオ、クリス・ブラウン、デリアス・ラッカー（en:Darius Rucker）など多数のアーティストに楽曲提供。

## 現在の生活
ライアン・トビーは現在、秋のリリース予定のアルバムに取り組みつつ米国および国際的に活躍しているアーティストだけでなく、新人アーティストのために曲を製作。さらに定期的に地元の音楽学校で講師を務めている。トビーは音楽というコミュニティに自身の経験を伝えることに専念している。